# Lagarde (Mosela)
Lagarde é uma comuna francesa na região administrativa de Grande Leste, no departamento de Mosela. Estende-se por uma área de 22,26 km². Em 2010 a comuna tinha 189 habitantes (densidade: 8,5 hab./km²).